# Bill Kelliher
Bill Kelliher właściwie William Breen Kelliher (ur. 23 marca 1971) – amerykański muzyk, znany przede wszystkim z występów w zespole metalu progresywnego Mastodon, którego członkiem pozostaje od 1999 roku. Wcześniej występował w zespołach Lethargy i Today Is the Day.
W 2007 roku wraz z gitarzystą Brentem Hindsem otrzymał nagrodę Metal Hammer Golden God w kategorii Shredder. 3 listopada 2008 roku Kelliher został hospitalizowany w trakcie europejskiej trasy Unholy Alliance Chapter 3. Zespół kontynuował na tournée jako trio.
Kelliher jest żonaty, ma dwóch synów. Przez wiele lat borykał się z alkoholizmem.

## Filmografia
| Tytuł        | Rok  | Rola          | Uwagi                                   | Źródło |
| ------------ | ---- | ------------- | --------------------------------------- | ------ |
| "Gra o tron" | 2015 | jako Wildling | serial telewizyjny, odc. pt. "Hardhome" | [ 5 ]  |

## Nagrody i wyróżnienia
| Rok  | Kategoria | Tytułem       | Nagroda                         | Nota | Źródło |
| ---- | --------- | ------------- | ------------------------------- | ---- | ------ |
| 2007 | Shredder  | Bill Kelliher | Metal Hammer Golden Gods Awards | Laur | [ 2 ]  |